# Karl Hohmann
Karl Hohmann (Düsseldorf, 18 juni 1908 – Benrath, 31 maart 1974) was een Duitse voetballer en trainer. 
Hohmann begon zijn carrière bij VfL Benrath en in 1929 ging hij er in de eerste ploeg spelen, datzelfde jaar werd Benrath een stadsdeel van Düsseldorf. In 1930 speelde hij met Benrath de achtste finale om de Duitse landstitel, maar de club verloor hier van Eintracht Frankfurt. Vijf jaar later kon de club naar de halve finales doorstoten, waarin ze van VfB Stuttgart verloren. Hij speelde in totaal vijftien eindrondewedstrijden en kon daarin negen keer scoren. Van 1937 tot 1939 speelde hij nog voor Pirmasens. 
Hij speelde ook 26 keer voor het nationale elftal. Al in zijn eerste interland in 1930 tegen Denemarken kon hij zijn eerste doelpunt maken. Hij zat in de selectie voor het WK 1934, waarin de Duitsers de derde plaats behaalden. Het toernooi was voor hem echter voortijdig afgelopen omdat hij zich blesseerde in de wedstrijd tegen Zweden, waarin hij twee keer scoorde. 
In 1949 begon hij als trainer bij Rot-Weiss Essen en won met het team de DFB-Pokal in 1953. Van 1955 tot 1958 was hij nog trainer van tweedeklasser Rheydter SpV. Door een zware ziekte moest hij zijn carrière vroegtijdig beëindigen. Hij overleed aan een hartkwaal in 1974.